# Descanso
Descanso là một đô thị thuộc bang Santa Catarina, Brasil. Đô thị này có diện tích 285,571 km², dân số năm 2007 là 8705 người, mật độ 28,1 người/km².